# اسکات هیز
اسکات هِـیز (انگلیسی: Scott Haze؛ زادهٔ ۱۹۸۱ یا ۱۹۸۲) بازیگر و فیلم‌ساز آمریکایی است.
هیز با ایفای نقش لستر بالارد در فرزند خدا (۲۰۱۳)، فیلم اقتباس‌شده از رمان کورمک مک‌کارتی به شهرت رسید. او برای این نقش چندین ماه در غار خوابید و ۴۵ پوند وزن کم کرد. هیز در شماری از فیلم‌ها مانند ویژه نیمه‌شب (۲۰۱۶)، تشکر به خاطر خدمت‌تان (۲۰۱۷)، تنها شجاعان (۲۰۱۷) و وسترن هنری پیر (۲۰۲۱) ظاهر شده‌است. او نخستین تجربه ‌کارگردانی خود را با مالی (۲۰۱۷) که مستندی دربارۀ بشردوست آفریقایی چارلز مالی است، رقم زد. این مستند در ۳ اکتبر ۲۰۱۷ در سینماها به نمایش درآمد.
هیز مالک تئاتر شری در نورث هالیوود، لس آنجلس است. او همچنین مؤسس و مدیر هنری کمپانی تئاتر رتل‌استیک وست است.

## فیلم‌شناسی

### فیلم
| سال  | عنوان                           | نقش               | یادداشت |
| ---- | ------------------------------- | ----------------- | ------- |
| ۲۰۰۶ | دنی روآن: اولین مرتبه کارگردانی | بیمار توان‌بخشی    |         |
| ۲۰۱۳ | گور به گور                      | اسکیت مک‌گوان      |         |
| ۲۰۱۳ | فرزند خدا                       | لستر بالارد       |         |
| ۲۰۱۴ | خشم و هیاهو                     | جیسون             |         |
| ۲۰۱۶ | ویژه نیمه‌شب                     | لوی               |         |
| ۲۰۱۶ | میان ما                         | رابرت             |         |
| ۲۰۱۶ | در نبردی مشکوک                  | فرانک             |         |
| ۲۰۱۷ | مؤسسه                           | گانتر             |         |
| ۲۰۱۷ | انباری                          | مایکل دیلون       |         |
| ۲۰۱۷ | تشکر به خاطر خدمت‌تان            | مایکل آدام ایموری |         |
| ۲۰۱۷ | تنها شجاعان                     | کلایتون           |         |
| ۲۰۱۸ | دنیای آینده                     | گاتر              |         |
| ۲۰۱۸ | ونوم                            | رولاند تریس       |         |
| ۲۰۱۹ | زیروویل                         | چارلز             |         |
| ۲۰۲۰ | میناری                          | بیلی              |         |
| ۲۰۲۱ | سرخ‌پوست وحشی                    | پدر دنیلز         |         |
| ۲۰۲۱ | ۱۲ یتیم توانا                   | رودنی کید         |         |
| ۲۰۲۱ | آنچه جوزایا دید                 | توماس گراهام      |         |
| ۲۰۲۱ | هنری پیر                        | کری               |         |
| ۲۰۲۱ | شاخ‌ها                           | فرانک             |         |
| ۲۰۲۲ | دنیای ژوراسیک: قلمرو            | راین دلاکورت      |         |

### کارگردان
| سال  | عنوان            | نوع   | یادداشت                                                                                           |
| ---- | ---------------- | ----- | ------------------------------------------------------------------------------------------------- |
| ۲۰۱۱ | نمایش وانیا      | سریال |                                                                                                   |
| ۲۰۱۳ | ارواح و گابلین‌ها | مستند |                                                                                                   |
| ۲۰۱۵ | مالی             | مستند | برنده – جایزۀ تماشاگران از جشنواره فیلم آستین برنده – جایزۀ بهترین مستند از جشنواره فیلم ویرجینیا |

### تلویزیون
| سال  | عنوان       | نقش          | یادداشت                         |
| ---- | ----------- | ------------ | ------------------------------- |
| ۲۰۱۱ | سی‌اس‌آی      | آنتونی استیل | قسمت: «فهرست»                   |
| ۲۰۱۱ | نمایش وانیا | ایگو         | قسمت: «مصاحبه اختصاصی، بخش اول» |

### نمایشنامه‌نویس
| سال  | عنوان         | تئاتر                                                                        |
| ---- | ------------- | ---------------------------------------------------------------------------- |
| ۲۰۰۲ | لدرمن         |                                                                              |
| ۲۰۰۴ | عنوان مبارزه  | در آوریل ۲۰۰۴ در تئاتر استلا آدلر واقع در هالیوود، کالیفرنیا به نمایش درآمد. |
| ۲۰۰۶ | شب شیطان      | در مارس ۲۰۰۶ در تئاتر شری واقع در نورث هالیوود، کالیفرنیا به نمایش درآمد.    |
| ۲۰۰۷ | شب ولنتاین    | در آوریل ۲۰۰۷ در تئاتر شری واقع در نورث هالیوود، کالیفرنیا به نمایش درآمد.   |
| ۲۰۱۱ | پناهگاه فرشته | در اکتبر ۲۰۱۱ در تئاتر شری واقع در نورث هالیوود، کالیفرنیا به نمایش درآمد.   |